# Insomniac
Az Insomniac a Green Day nevű amerikai punk rock együttes negyedik nagylemeze. 1995. október 10-én jelent meg, a Reprise Records kiadásában.

## Számok
1. "Armatage Shanks" – 2:17
2. "Brat" – 1:43
3. "Stuck with Me" – 2:16
4. "Geek Stink Breath" – 2:15
5. "No Pride" – 2:20
6. "Bab's Uvula Who?" – 2:07
7. "86" – 2:48
8. "Panic Song" (Billie Joe Armstrong, Mike Dirnt) – 3:35
9. "Stuart and the Ave." – 2:04
10. "Brain Stew" – 3:13
11. "Jaded" – 1:30
12. "Westbound Sign" – 2:13
13. "Tight Wad Hill" – 2:01
14. "Walking Contradiction" – 2:31

## Tagok
- Billie Joe Armstrong – gitár, ének
- Mike Dirnt – basszusgitár, háttérvokál
- Tré Cool – dob

## Lásd még
- God Told Me to Skin You Alive